# Boyle (Familienname)
Boyle ist ein Familienname irisch-schottischer Herkunft.

## Namensträger

### A
- Alasdair Boyle (* 1945), schottischer Rugby-Union-Spieler
- Andrew Boyle (* 1991), irischer Fußballspieler
- Andrew J. Boyle (1911–2001), US-amerikanischer Generalleutnant der US Army
- Anthony James Boyle (* 1942), US-amerikanischer Klassischer Philologe

### B
- Billy Boyle (* 1945), irischer Schauspieler und Sänger
- Bob Boyle, US-amerikanischer Animator und Filmproduzent
- Brendan Boyle (* 1977), US-amerikanischer Politiker
- Brian Boyle (* 1984), US-amerikanischer Eishockeyspieler

### C
- Charles Boyle, 3. Viscount Dungarvan (1639–1694), englischer Politiker
- Charles Boyle, 3. Earl of Cork, 2. Earl of Burlington († 1704), englischer Politiker
- Charles Boyle, 4. Earl of Orrery (1674–1731), britischer Politiker und Diplomat
- Charles Boyle, 2. Viscount Blesington († 1732), irischer Politiker
- Charles Boyle, 10. Earl of Cork, 10. Earl of Orrery (1861–1925), britischer Politiker
- Charles Boyle (Dichter) (* 1951), britischer Schriftsteller, Dichter und Verleger
- Charles A. Boyle (1907–1959), US-amerikanischer Politiker
- Charles Edmund Boyle (1836–1888), US-amerikanischer Politiker
- Charles P. Boyle (1892–1968), US-amerikanischer Kameramann
- Charles Wellington Boyle (1861–1925), US-amerikanischer Maler, Kunstlehrer, Kustos und Museumsleiter
- Charlotte Boyle (1899–1990), US-amerikanische Schwimmerin
- Consolata Boyle, irische Kostümdesignerin

### D
- Dan Boyle (Politiker) (* 1962), irischer Politiker
- Dan Boyle (Eishockeyspieler) (Daniel Denis Boyle; * 1976), kanadischer Eishockeyspieler
- Danny Boyle (* 1956), britischer Regisseur
- Daryl Boyle (* 1987), kanadischer Eishockeyspieler
- David Boyle, 7. Earl of Glasgow (1833–1915), britischer Kapitän und Gouverneur von Neuseeland
- David Boyle (Archäologe) (1842–1911), kanadischer Archäologe und Ethnologe
- David Boyle (Rugbyspieler) (* 1959), australischer Rugby-League-Spieler
- Dermot Boyle (1904–1993), britischer Offizier
- Dickie Boyle (1869–1947), schottischer Fußballspieler

### E
- Edmund Boyle, 7. Earl of Cork (1742–1798), britischer Adliger und Politiker
- Edmund Boyle, 8. Earl of Cork (1767–1856), britischer Adliger und General
- Edward Boyle, Baron Boyle of Handsworth (1923–1981), britischer Politiker
- Edward G. Boyle (1899–1977), kanadischer Szenenbildner
- Edward James Boyle (1913–2002), US-amerikanischer Jurist
- Emmet D. Boyle (1879–1926), US-amerikanischer Politiker

### F
- Francis Boyle (* 25. März 1950), US-amerikanischer Jurist
- Frankie Boyle (* 1972), schottischer Komiker

### G
- Gary Boyle (* 1941), englischer Jazzgitarrist
- George Frederick Boyle (1886–1948), australischer Komponist
- Gert Boyle (1924–2019), deutsch-amerikanische Unternehmerin und langjährige Chefin des Sportartikelherstellers Columbia Sportswear
- Gregory Boyle (* 1954), US-amerikanischer Jesuitenpfarrer und Sozialarbeiter

### H
- Hamilton Boyle, 6. Earl of Cork (1729–1764), britischer Adliger und Politiker
- Harry Boyle (Cricketspieler) (1847–1907), australischer Cricketspieler
- Harry Boyle (Baseballspieler) (1860–1932), amerikanischer Baseballspieler
- Harry Boyle (Fußballspieler) (1924–2012), schottischer Fußballspieler
- Helen Boyle (Medizinerin) (1869–1957), irisch-britische Ärztin
- Helen Boyle (Schwimmerin) (1908–1970), britische Schwimmerin
- Henry Boyle, 1. Baron Carleton (1669–1725), englisch-britischer Politiker, Peer
- Henry Boyle (Baseballspieler) (1860–1932), US-amerikanischer Baseballspieler
- Henry Edmund Gaskin Boyle (1875–1941), britischer Mediziner und Anästhesiepionier
- Hugh Boyle (1897–1986), römisch-katholischer Bischof von Johannesburg
- Hugh Charles Boyle (1873–1950), US-amerikanischer Geistlicher, Bischof von Pittsburgh

### I
- Ina Boyle (1889–1967), irische Komponistin

### J
- James Boyle (* 1959), US-amerikanischer Rechtswissenschaftler und Hochschullehrer
- James Maitland Boyle (* 1968), deutsch-amerikanischer Rocksänger
- Janet Boyle (* 1963), britische Hochspringerin
- John Boyle (Bischof) (1563–1620), britischer Bischof
- John Boyle (Politiker) (1774–1835), US-amerikanischer Politiker und Jurist
- John Boyle (Ringer) (* 1934), australischer Ringer
- John Boyle, 14. Earl of Cork and Orrery (1916–2003), britischer Peer und Politiker
- John Boyle, 15. Earl of Cork and Orrery (* 1945), britischer Peer und Mitglied des House of Lords
- John Boyle (Fußballspieler) (* 1946), schottischer Fußballspieler
- John Andrew Boyle (1916–1978), britischer Iranist
- John Bernard Boyle (* 1941), kanadischer Maler
- John Robert Boyle (1870–1936), kanadischer Politiker
- John W. Boyle (1891–1959), US-amerikanischer Kameramann

### K
- Katie Boyle (1926–2018), britische Fernsehmoderatorin
- Kay Boyle (1902–1992), US-amerikanische Schriftstellerin

### L
- Lara Flynn Boyle (* 1970), US-amerikanische Schauspielerin
- Lauren Boyle (* 1987), neuseeländische Schwimmerin
- Leonard Anthony Boyle (1930–2016), neuseeländischer Geistlicher, Bischof von Dunedin
- Leonard Eugene Boyle (1923–1999), kanadischer Ordensgeistlicher und Bibliothekar
- Liam Boyle (* 1985), britischer Schauspieler
- Lisa Boyle (* 1964), US-amerikanische Schauspielerin

### M
- Maggie Boyle († 2014), britische Folksängerin und -musikerin
- Mark Boyle (* 1981), schottischer Billardspieler
- Martin Boyle (* 1993), schottischer Fußballspieler
- Mary Boyle, Countess of Cork and Orrery (1746–1840), britische Salonnière
- Michael Boyle (Geistlicher, um 1580) (um 1580–1635), irischer Geistlicher, Bischof von Waterford und Lismore
- Michael Boyle (Geistlicher, um 1609) (um 1609–1702), irischer Geistlicher, Erzbischof von Dublin und von Armagh
- Michael Boyle (Basketballspieler) (* 1957), US-amerikanisch-deutscher Basketballspieler

### N
- Nancy Boyle (* 1932), australische Leichtathletin
- Nathan Boyle (* 1994), irischer Fußballspieler
- Nicholas Boyle (* 1946), britischer Literaturwissenschaftler
- Nina Boyle (1865–1943), englisch-britische Autorin, Suffragette, Frauenrechtsaktivistin und Sozialarbeiterin

### P
- Patricia Boyle (1937–2014), US-amerikanische Juristin
- Patrick Boyle (Schriftsteller) (1905–1982), nordirischer Schriftsteller
- Patrick Boyle, 10. Earl of Glasgow (* 1939), britischer Politiker (Liberal Democrats) und Unternehmer
- Patrick Boyle (Fußballspieler) (* 1987), schottischer Fußballspieler
- Paul Boyle (Geograph) (* 1964), britischer Geograph
- Paul Boyle (Rugbyspieler) (* 1997), irischer Rugby-Union-Spieler
- Paul Michael Boyle (1926–2008), US-amerikanischer Geistlicher, Bischof von Mandeville
- Peter Boyle (Fußballspieler, 1876) (1876–1939), irischer Fußballspieler
- Peter Boyle (Schauspieler) (1935–2006), US-amerikanischer Schauspieler
- Peter Boyle (Filmeditor) (* 1946), englischer Filmeditor
- Peter Boyle (Mediziner) (1951–2022), schottischer Epidemiologe
- Peter Boyle (Fußballspieler, 1951) (1951–2013), schottischer Fußballspieler
- Peter Boyle (Dichter) (* 1951), australischer Dichter

### R
- Raelene Boyle (* 1951), australische Leichtathletin
- Richard Boyle, 1. Earl of Cork (1566–1643), englischer Adliger
- Richard Boyle (Erzbischof) (um 1574–1644), englischer Geistlicher, Erzbischof von Tuam
- Richard Boyle (Politiker) († 1665), irischer Politiker
- Richard Boyle, 2. Earl of Cork (1612–1698), angloirischer Adeliger
- Richard Boyle, 3. Earl of Burlington (1694–1753), englischer Architekt
- Richard Boyle, 2. Viscount Shannon (1675–1740), britischer Feldmarschall
- Richard Boyle (Ruderer) (1888–1953), britischer Ruderer
- Richard Boyle, 9. Earl of Shannon (1924–2013), britischer Politiker
- Richard Boyle (Kanute) (* 1961), neuseeländischer Kanute
- Rick Boyle (1942–2016), US-amerikanischer Fotojournalist
- Robert Boyle (1627–1692), englischer Naturwissenschaftler
- Robert Edward Boyle (1809–1854), britischer Politiker
- Robert F. Boyle (1909–2010), US-amerikanischer Szenenbildner
- Roger Boyle, 1. Earl of Orrery (1621–1679), englischer Staatsmann
- Ron Boyle (* 1947), australischer Radrennfahrer
- Ruth-Ann Boyle (* 1970), britische Popsängerin

### S
- Shaun Boyle (* 1971), australischer Skeletonpilot
- Sheryl Boyle (* 1965), kanadische Kanutin
- Steven Boyle, Maskenbildner
- Susan Boyle (* 1961), schottische Sängerin

### T
- T. C. Boyle (Tom Coraghessan Boyle; * 1948), US-amerikanischer Schriftsteller
- Thomas Boyle (* um 1910), irischer Badmintonspieler
- Tommy Boyle (Fußballspieler, 1886) (Thomas William Boyle; 1886–1940), englischer Fußballspieler
- Tommy Boyle (Fußballspieler, 1901) (Thomas Boyle; 1901–1972), englischer Fußballspieler

### W
- Willard Boyle (1924–2011), kanadischer Physiker
- William Boyle (Schriftsteller, 1853) (1853–1922/1923), irischer Schriftsteller
- William Boyle, 12. Earl of Cork and Orrery (1873–1967), britischer Admiral
- William Boyle (Schriftsteller, 1978) (William Michael Boyle; * 1978), US-amerikanischer Schriftsteller
- William Boyle (Fußballspieler) (* 1995), schottischer Fußballspieler

### Z
- Zoe Boyle (* 1989), britische Schauspielerin